# Nancy Johnson (Politikerin)

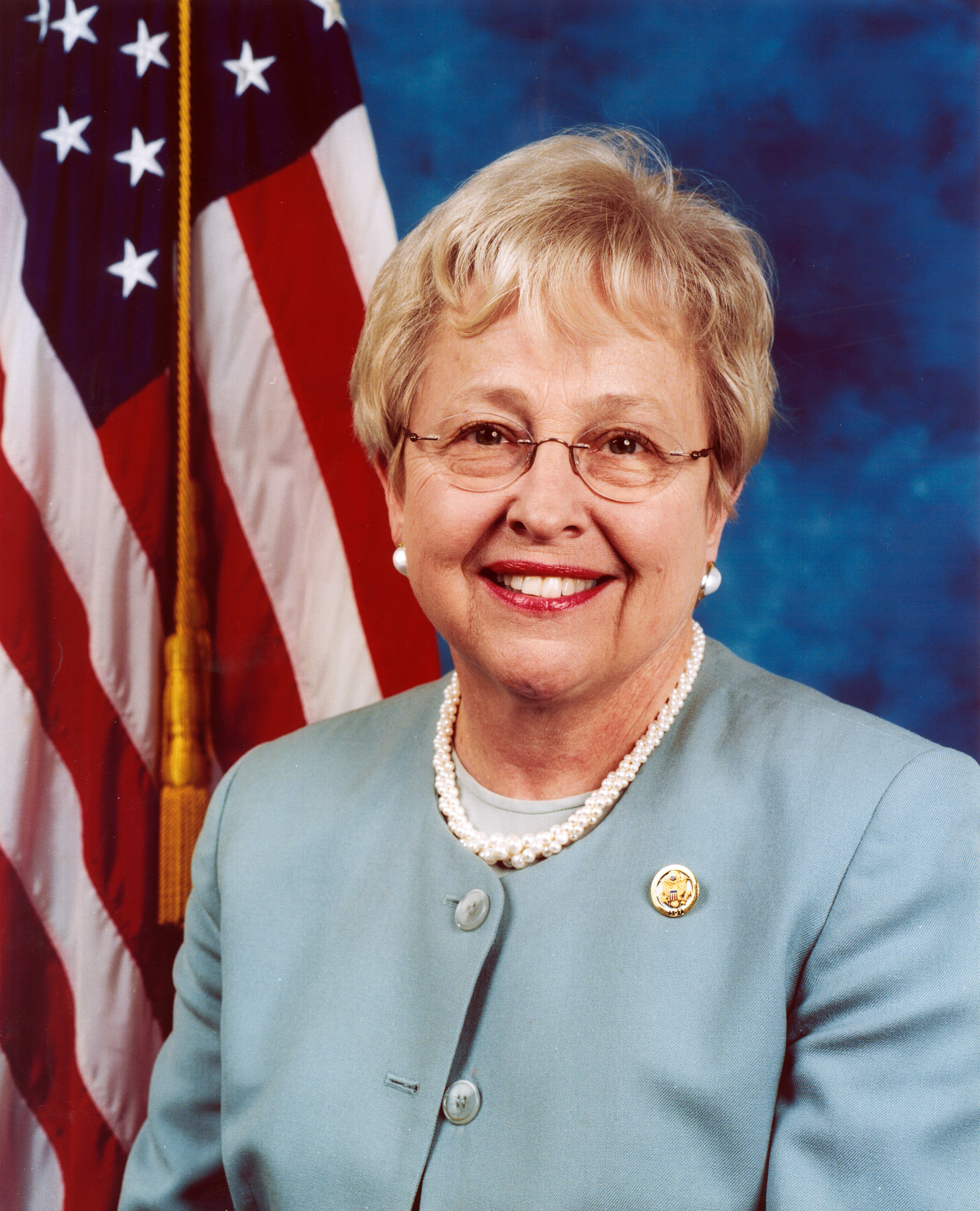
Nancy Johnson

Nancy Lee Johnson (* 5. Januar 1935 in Chicago, Illinois) ist eine US-amerikanische Politikerin. Zwischen 1983 und 2007 vertrat sie den Bundesstaat Connecticut im US-Repräsentantenhaus.

## Werdegang
Nancy Johnson wurde 1935 als Nancy Elizabeth Lee in Chicago geboren. Sie besuchte die öffentlichen Schulen ihrer Heimat und studierte dann bis 1953 an der University of Chicago. Anschließend setzte sie ihr Studium bis 1957 am Radcliffe College in Cambridge (Massachusetts) fort. Zwischen 1957 und 1958 absolvierte sie die kunsthistorische Fakultät der University of London. Danach arbeitete sie als Lehrerin. Später zog sie nach New Britain in Connecticut, wo sie bis heute lebt.
Politisch schloss sich Johnson der Republikanischen Partei an. Zwischen 1977 und 1982 saß sie im Senat von Connecticut. Im Jahr 1980 war sie Delegierte zur Republican National Convention in Detroit, auf der Ronald Reagan als Präsidentschaftskandidat nominiert wurde.
1982 wurde Johnson im sechsten Wahlbezirk von Connecticut in das US-Repräsentantenhaus in Washington, D.C. gewählt. Dort trat sie am 3. Januar 1983 die Nachfolge des Demokraten Toby Moffett an. Nach elf Wiederwahlen konnte sie bis zum 3. Januar 2007 zwölf zusammenhängende Legislaturperioden im Kongress absolvieren. Da ihr eigentlicher Wahldistrikt im Jahr 2002 aufgelöst wurde, vertrat sie seit dem 3. Januar 2003 den erweiterten fünften Bezirk. Bei den Wahlen des Jahres 2006 unterlag sie dem Demokraten Chris Murphy. Zwischen 1995 und 1997 war sie Vorsitzende des Committee on Standards of Official Conduct. In ihrer Zeit im Kongress hat Nancy Johnson, die sich selbst als „unabhängige Stimme“ in Washington bezeichnete, meistens mit ihrer republikanischen Fraktion gestimmt. Sie unterstützte unter anderem das gescheiterte Amtsenthebungsverfahren gegen Präsident Bill Clinton und befürwortete den Irakkrieg von Anfang an. Allerdings war sie gegen die Energiepolitik der Regierung unter Präsident George W. Bush.
Nach ihrer Zeit im US-Repräsentantenhaus wurde Johnson Mitglied im Lehrkörper der politischen Fakultät der Harvard University. Sie ist mit dem Mediziner Ted Johnson verheiratet und lebt in New Britain.